# Малый Кулеял
Малый Кулеял (мар. Эҥерӱмбал Шале) — деревня в Моркинском районе Республики Марий Эл. Входит в состав Шалинского сельского поселения.

## География
Находится в юго-восточной части республики Марий Эл на расстоянии приблизительно 7 км по прямой на юго-запад от районного центра посёлка Морки.

## История
Образовалась деревня в середине XVIII века. В 1795 году в выселке Малый Кулеял находилось 16 дворов. В 1859 году здесь (тогда околоток Инерымбал) проживали 203 человека. В 1895 году в выселке Инерымбал (Малый Кулеял) проживали 180 человек, мари, в 1924 году (уже деревня) 227 человек, в 1959 году 274. В 2004 году в деревне оставалось 46 хозяйств. В советское время работали колхозы им. Молотова и «Родина».

## Население
Население составляло 112 человек (мари 98 %) в 2002 году, 72 в 2010.

## Известные уроженцы
Александров Назарий Александрович (1932—2020) — марийский советский и российский деятель здравоохранения, деятель науки, преподаватель высшей школы, литератор.